# Polónium
A polónium kémiai elem. Rendszáma 84, vegyjele Po. Ritka és nagyon erősen radioaktív anyag. Nem egyértelmű, hogy félfém vagy fém. Kémiai tulajdonságaiban hasonlít a tellúrra és a bizmutra. Uránércekben, izotópjai alakjában fordul elő, stabil izotópja nincs. Rendkívül mérgező (250 000-szer mérgezőbb a hidrogén-cianidnál), már mikrogrammnyi mennyiség szállítása is nagyon veszélyes és speciális felszerelést igényel.

## Története
A korábban „rádium F”-nek is nevezett polóniumot Marie Skłodowska-Curie és férje, Pierre Curie fedezte fel 1898-ban, miután az uránszurokércet vizsgálva egy tisztán kémiai módszerekkel kivonható, addig ismeretlen, erősen radioaktív anyagra bukkantak.
Az új elem javaslatukra kapta a polónium nevet Marie hazája, Lengyelország lengyel nevéről (Polska), hogy ezzel arra emlékeztessék a világot, hogy az Oroszország, Poroszország és az Osztrák–Magyar Monarchia közt felosztott lengyel nép még mindig nem szabad. (Ezzel a polónium lett az első kémiai elem, amely egy vitatott politikai ügyről kapta a nevét.)
A felfedezéskor a Curie-házaspár az uránszurokérc radioaktivitását vizsgálta. Miután kivonták belőle az uránt és a tóriumot, az érc még mindig radioaktívabb maradt, mint a kivont urán és tórium együtt. Ezért kezdtek el az ércben további radioaktív anyagokat keresni. Így néhány évre rá a rádiumot is sikerült izolálniuk.

## Előfordulása
A polónium izotópjainak rendkívül rövid felezési ideje miatt a természetben nagyon ritka. Az uránérc egy tonnája átlagban 100 mikrogrammnyi polóniumot tartalmaz (tehát 1010 részből egyet). Természetes előfordulási gyakorisága 0,2%-a a rádiuménak. Polóniumot találtak az olyan dohány füstjében is, amely foszfátműtrágyákkal kezelt növényekről származott.

### Előállítása (n,γ{\displaystyle \gamma }) reakcióval
1934-ben egy kísérlet kimutatta, hogy ha a természetes 209Bi-t neutronokkal bombázzuk, béta-bomlással 210Po izotóppá alakul. Ezzel az eljárással, amely az atomreaktorokban képződő neutronnyalábokat használja fel, milligrammnyi polóniummennyiségeket állítanak elő. Évente csak mintegy 100 grammnyi készül így, ezért a polónium rendkívül ritka marad.

### Előállítása (p,n) és (p,2n) reakciókkal
A tudósok rájöttek arra is, hogy ha a bizmutot ciklotronban protonokkal bombázzák, a polónium hosszabb életű izotópjai állíthatók elő. Protongazdag izotópok platina szénatommagokkal való besugárzása útján is előállíthatók.

## Izotópjai
A polóniumnak 25 ismert izotópja van, valamennyi radioaktív. Atomtömegük 194-218 atomi tömegegység. A leggyakoribb a 210Po.
A 209Po (felezési ideje 103 év) és a 208Po (felezési ideje 2,9 év) bizmut vagy ólom ciklotronos alfa, proton, vagy deutérium besugárzásával állítható elő.

### 210Po
A polónium-210 alfa-részecske kibocsátó, amelynek felezési ideje 138,376 nap. Egyetlen milligramm 210Po ugyanannyi alfa-részecskét bocsát ki, mint 5 gramm rádium. Néhány curie 210Po (1 curie = 37 gigabecquerel) kék ragyogást bocsát ki, amit a környező levegő gerjedése okoz. Egyetlen gramm 210Po 140 watt teljesítményt produkál. 
Mivel nagy mennyiségű alfa-részecskét bocsát ki, amelyek sűrű közegben leadják az energiájukat, a 210Po-et használták mesterséges bolygók termoelektromos elemei könnyű hőforrásaként is. Felhasználták a Lunohod-program mindkét holdjárójának belső hőforrásaként is, hogy melegen tartsa a belső alkatrészeket a Hold éjszakája során. 
Ezt az izotópot használták Alekszandr Litvinyenko korábbi KGB-kém megmérgezéséhez, valószínűleg 2006. november 1-jén. (Három hét múlva meghalt.)
A 210Po általában csak alfa-részecskét kibocsátva bomlik le. Minden százezredik esetben a bomlás gamma-sugarat is kibocsát és ez megnehezíti az izotóp azonosítását, mert ez a gyakoriság túl alacsony gamma-spektroszkópos vizsgálathoz.

## Biológiai hatása és toxicitása
A polónium meglehetősen veszélyes anyag, amely a szervezet számára szükségtelen. A polónium 250 000-szer mérgezőbb anyag, mint a Hidrogén-cianid (a medián halálos adag a Polónium 210-es izotópjából kevesebb, mint 1 mikrogramm egy átlagos felnőtt számára, míg hidrogén-cianidból 250 milligramm rendelkezik ugyanekkora toxicitással). Leginkább az intenzív radioaktív sugárzása jelenti a legfőbb veszélyét (ezen belül is az Alfa-sugárzás), amely bonyolulttá teszi a biztonságos kezelését. Már néhány mikrogrammos mennyiségben is szélsőségesen veszélyes a polónium 210-es izotópja, amely különleges felszerelést igényel (például a negatív nyomással rendelkező alfa kesztyűsbox, felszerelve nagy hatékonyságú szűrőbetétekkel), pontos monitorozásra és szigorú biztonsági óvintézkedésekre van szükség a mérgezés elkerülése érdekében. A polóniumból kiszabaduló alfa-részecskék könnyedén roncsolják a test szöveteit lenyelés, belégzés, vagy bőrön keresztül történő felszívódás esetén, habár azok nem lyukasztják át az epidermiszt és ennélfogva nem jelentenek veszélyt azon részecskék, amelyek a testen kívül maradnak. Kémiailag ellenálló kesztyűk viselése esetén az elsődleges óvintézkedés lényege is az, hogy megelőzzék, illetve elkerüljék a közvetlenül a bőrön keresztül történő diffúzióját a polóniumnak. A polónium szállítását sűrített salétromsavban kivitelezik, amely könnyedén szétmarja a nem megfelelő anyagokból készült védőeszközöket, például a latexből készült kesztyűket.
Bizonyos kutatások szerint léteznek olyan mikrobák, amelyek metilálják a polóniumot metilkobalamin segítségével. Ez hasonló módon történhet, mint a higany, szelén és tellúr esetében, melyet élő szervezetek metilálnak fémorganikus összetevőkké.

### Akut hatásai
A polónium 210-es izotópjából a medián halálos adag 4,5 Sv sugárzásnak felel meg.

## Felfedezésének emlékezete
A polónium felfedezésének 100. évfordulóján a Lengyel Tudományos Akadémia Aleksander Kwasniewski lengyel államelnök elnökletével nemzetközi konferenciát tartott. A konferencia azzal kezdődött, hogy 15 Nobel-díjas tudós fát ültetett el az Akadémia botanikus kertjében. 